# Geary (Oklahoma)
Geary é uma cidade localizada no estado norte-americano de Oklahoma, no Condado de Blaine e Condado de Canadian.

## Demografia
Segundo o censo norte-americano de 2000, a sua população era de 1258 habitantes.
Em 2006, foi estimada uma população de 1246, um decréscimo de 12 (-1.0%).

## Geografia
De acordo com o United States Census Bureau tem uma área de
2,5 km², dos quais 2,5 km² cobertos por terra e 0,0 km² cobertos por água.

## Localidades na vizinhança
O diagrama seguinte representa as localidades num raio de 28 km ao redor de Geary.